# 海達公共運輸交匯處
海達公共運輸交匯處（英語：Hoi Tat Public Transport Interchange）是香港九龍深水埗區一個巴士總站，位於長沙灣深旺道海達邨海盛樓基座，對面為英華書院，鄰近港鐵南昌站，前稱深水埗（東京街西）巴士總站（英語：Sham Shui Po (Tonkin Street West) Bus Terminus）。因應長沙灣海達邨落成，此總站於2023年4月23日啟用開放，並命名為「長沙灣海達邨公共運輸交匯處」，除118系及296C外所有路線從長沙灣（深旺道）巴士總站遷往於此交匯處內。

## 歷史
此交匯處的前身為深水埗（東京街西）巴士總站，於2016年10月拆卸，原址興建海達邨海盛樓，並附設公共運輸交匯處。

## 總站路線資料（巴士）

### 九龍巴士12A線
- 黃埔花園 ↔ 長沙灣（海達邨）

於1956年7月4日投入服務，初時來往深水埗碼頭至九龍城碼頭，途經欽州街、長沙灣道及界限街。1987年11月23日起為配合紅磡黃埔花園首期入伙，總站延長至黃埔花園，為一條擁有高流水乘客量的巴士路線。

### 九龍巴士18線
- 長沙灣（海達邨） ↺ 愛民

於1975年8月1日投入服務，初時來往大角咀碼頭及何文田（愛民邨），並以循環線形式運作，是九巴首條以循環線形式運作的巴士路線。初時受到紅綠小巴以車海戰術的打擊，加上班次疏落，導致客量偏低。及後九巴為了改善情況，改派單層三菱空調巴士行走及加密班次，成功小巴手中搶回不少乘客，及後因客量不斷上升便派出雙層空調巴士行走本線。但在2020年代後，隨著市區人口老化，又面對小巴競爭；加上經常受到旺角道及亞皆老街一帶交通擠塞影響，容易出現脫班，班次亦非常疏落，客量欠佳。

### 城巴20線
- 啟德（沐安街） ↔ 長沙灣（海達）

2018年4月29日開辦，是由城巴獨營的三條啟德發展區專利巴士線之一，經啟晴邨、德朗邨、新蒲崗、九龍城、亞皆老街、窩打老道、富榮花園、海富苑、奧運站及富昌邨。

### 九龍巴士36A線
- 梨木樹 ↺ 長沙灣（海達邨）

於1971年8月20日投入服務，提供梨木樹及葵涌道一帶往來長沙灣及深水埗的非空調巴士服務，直到2005年7月2日才加入兩部空調巴士行走本線，並於2011年11月14日改為全線空調服務。

### 九龍巴士286C線
- 馬鞍山（利安） ↔ 長沙灣（海達邨）

於2014年12月6日投入服務，初時來往馬鞍山（利安）及深水埗，並只於繁忙時間提供服務，後來九龍區總站由2020年3月29日起搬遷至此站，並且提升為全日服務，提供馬鞍山一帶取道青沙公路特快往來長沙灣及深水埗的巴士服務，而本線亦是唯一取道青沙公路往來馬鞍山的巴士路線。

### 城巴795線
- 將軍澳工業邨 ↔ 長沙灣（海達）

2022年12月12日開辦，途經日出康城、將軍澳－藍田隧道、觀塘繞道、啟德隧道、東九龍走廊、油麻地、旺角、西九龍走廊、美孚及長沙灣，只於平日繁忙時間服務。

## 總站路線資料（專線小巴）

### 九龍區專線小巴75C線
- 海達邨 ↔ 深水埗（桂林街）

本路線無限期暫停服務。

## 車坑分佈
| 車坑分佈（以入口最左邊起計） | 車坑分佈（以入口最左邊起計） | 車坑分佈（以入口最左邊起計） |
| 車坑編號                     | 車坑寬度                     | 路線                         |
| ---------------------------- | ---------------------------- | ---------------------------- |
| 1                            | 通道                         | 通道                         |
| 2                            | 單坑                         | 九龍巴士18線                 |
| 3                            | 單坑                         | 九龍巴士12A線                |
| 4                            | 單坑                         | 九龍巴士36A線                |
| 5                            | 單坑                         | 九龍巴士286C線               |
| 6                            | 單坑                         | 城巴20線                     |
| 7                            | 單坑                         | 城巴795線                    |
| 8                            | 單坑                         | 備用                         |
| 9                            | 雙坑                         | 備用                         |
| 10                           | 單坑                         | 專綫小巴75C線                |

## 過往路線
- 城巴79X線（已遷往長沙灣（甘泉街）巴士總站）
- 城巴795P線（於2024年11月4日取消）
- 九龍區專線小巴75M線（於2024年10月8日取消）

## 外部連結
- 香港巴士大典上的相关条目：海達公共運輸交匯處